# Herbert W. Roesky
Herbert Walter Roesky (n. 6 noiembrie 1935) este un chimist german, membru de onoare al Academiei Române (din 2007).